# Parexilisia diehli
Parexilisia diehli là một loài bướm đêm thuộc phân họ Arctiinae, họ Erebidae.